# Coupe du monde de combiné nordique 2005-2006
Navigation
2004–2005 2006–2007
| \| Kuusamo Lillehammer Ramsau am Dachstein Oberhof Ruhpolding Schonach Val di Fiemme Harrachov Seefeld Lahti Oslo Sapporo \| Les sites des compétitions (manque Sapporo) |
| Kuusamo Lillehammer Ramsau am Dachstein Oberhof Ruhpolding Schonach Val di Fiemme Harrachov Seefeld Lahti Oslo Sapporo                                                   |

La Coupe du monde de combiné nordique 2006 :

## Classement final
| Rang | Nom                 | Pays      | Points |
| ---- | ------------------- | --------- | ------ |
| 1    | Hannu Manninen      | Finlande  | 1500   |
| 2    | Magnus-H Moan       | Norvège   | 961    |
| 3    | Björn Kircheisen    | Allemagne | 888    |
| 4    | Petter Tande        | Norvège   | 812    |
| 5    | Jason Lamy-Chappuis | France    | 730    |
| 6    | Georg Hettich       | Allemagne | 711    |
| 7    | Felix Gottwald      | Autriche  | 708    |
| 8    | Christoph Bieler    | Autriche  | 706    |
| 9    | Mario Stecher       | Autriche  | 664    |
| 10   | Anssi Koivuranta    | Finlande  | 597    |

## Calendrier
| Date                                       | Lieu                               | Épreuve    | Vainqueur           | Deuxième            | Troisième           |
| 25 novembre 2005                           | Kuusamo                            | Individuel | Hannu Manninen      | Anssi Koivuranta    | Petter Tande        |
| 27 novembre 2005                           | Kuusamo                            | Sprint     | Mario Stecher       | Petter Tande        | Georg Hettich       |
| 3 décembre 2005                            | Lillehammer                        | Individuel | Hannu Manninen      | Felix Gottwald      | Ronny Ackermann     |
| 4 décembre 2005                            | Lillehammer                        | Sprint     | Hannu Manninen      | Todd Lodwick        | Ronny Ackermann     |
| 17 décembre 2005                           | Ramsau                             | Mass start | Petter Tande        | Ronny Ackermann     | Magnus-H Moan       |
| 18 décembre 2005                           | Ramsau                             | Sprint     | Magnus-H Moan       | Ola Morten Graesli  | Jason Lamy-Chappuis |
|                                            |                                    |            |                     |                     |                     |
| Grand prix d'Allemagne de combiné nordique |                                    |            |                     |                     |                     |
| 30 décembre 2005                           | Oberhof                            | Individuel | Hannu Manninen      | Ronny Ackermann     | Magnus-H Moan       |
| 3 janvier 2006                             | Ruhpolding                         | Sprint     | Felix Gottwald      | Ronny Ackermann     | Petter Tande        |
| 6 janvier 2006                             | Schonach (Coupe de la Forêt-noire) | Individuel | Hannu Manninen      | Christoph Bieler    | Magnus-H Moan       |
| Vainqueur du Grand prix : Hannu Manninen   |                                    |            |                     |                     |                     |
|                                            |                                    |            |                     |                     |                     |
| 14 janvier 2006                            | Val di Fiemme                      | Mass start | Hannu Manninen      | Anssi Koivuranta    | Christoph Bieler    |
| 15 janvier 2006                            | Val di Fiemme                      | Sprint     | Hannu Manninen      | Mario Stecher       | Felix Gottwald      |
| 21 janvier 2006                            | Harrachov                          | Sprint     | Hannu Manninen      | Georg Hettich       | Jason Lamy-Chappuis |
| 22 janvier 2006                            | Harrachov                          | Individuel | Hannu Manninen      | Björn Kircheisen    | Georg Hettich       |
| 28 janvier 2006                            | Seefeld                            | Sprint     | Hannu Manninen      | Magnus-H Moan       | Todd Lodwick        |
| 29 janvier 2006                            | Seefeld                            | Individuel | Hannu Manninen      | Todd Lodwick        | Christoph Bieler    |
| 4 mars 2006                                | Lahti                              | Individuel | Magnus-H Moan       | Björn Kircheisen    | Felix Gottwald      |
| 5 mars 2006                                | Lahti                              | Sprint     | Björn Kircheisen    | Petter Tande        | Georg Hettich       |
| 11 mars 2006                               | Oslo                               | Individuel | Petter Tande        | Jason Lamy-Chappuis | Anssi Koivuranta    |
| 12 mars 2006                               | Oslo                               | Sprint     | Björn Kircheisen    | Magnus-H Moan       | Anssi Koivuranta    |
| 18 mars 2006                               | Sapporo                            | Mass start | Hannu Manninen      | Björn Kircheisen    | Christoph Bieler    |
| 19 mars 2006                               | Sapporo                            | Sprint     | Jason Lamy-Chappuis | Hannu Manninen      | Petter Tande        |